# Turkish Aerospace Industries
Turkish Aerospace Industries (TAI) es el centro tecnológico de Turquía para el diseño, desarrollo, fabricación e integración de sistemas aeroespaciales, dando también soporte postventa y modernizaciones.
Las empresas Turkish Aircraft Industries y TUSAŞ Aerospace Industries se fusionaron en TAI el 28 de abril de 2005. El 12 de enero de 2005 Lockheed Martin (42%) y General Electric (7%) vendieron sus acciones de Turkish Aircraft Industries (creada para la cofabricación de los 240 cazas F-16 para la Fuerza Aérea Turca) a TUSAŞ.

## Programas
TAI ha trabajado en la coproducción del caza Lockheed Martin F-16 Fighting Falcon, de los aviones de transporte CASA CN-235, de los entrenadores Aermacchi SF.260 y KAI KT-1 y los helicópteros Eurocopter AS 532 Cougar, así como en el diseño y desarrollo de UAV.
TAI TFX es el mayor proyecto de TAI junto a BAE Systems, un caza de 5° generación para la superioridad aérea con capacidad furtiva.